# Lillsjön, Norra Djurgården

Lillsjön är en igenväxt sjö på Norra Djurgården i Stockholm.

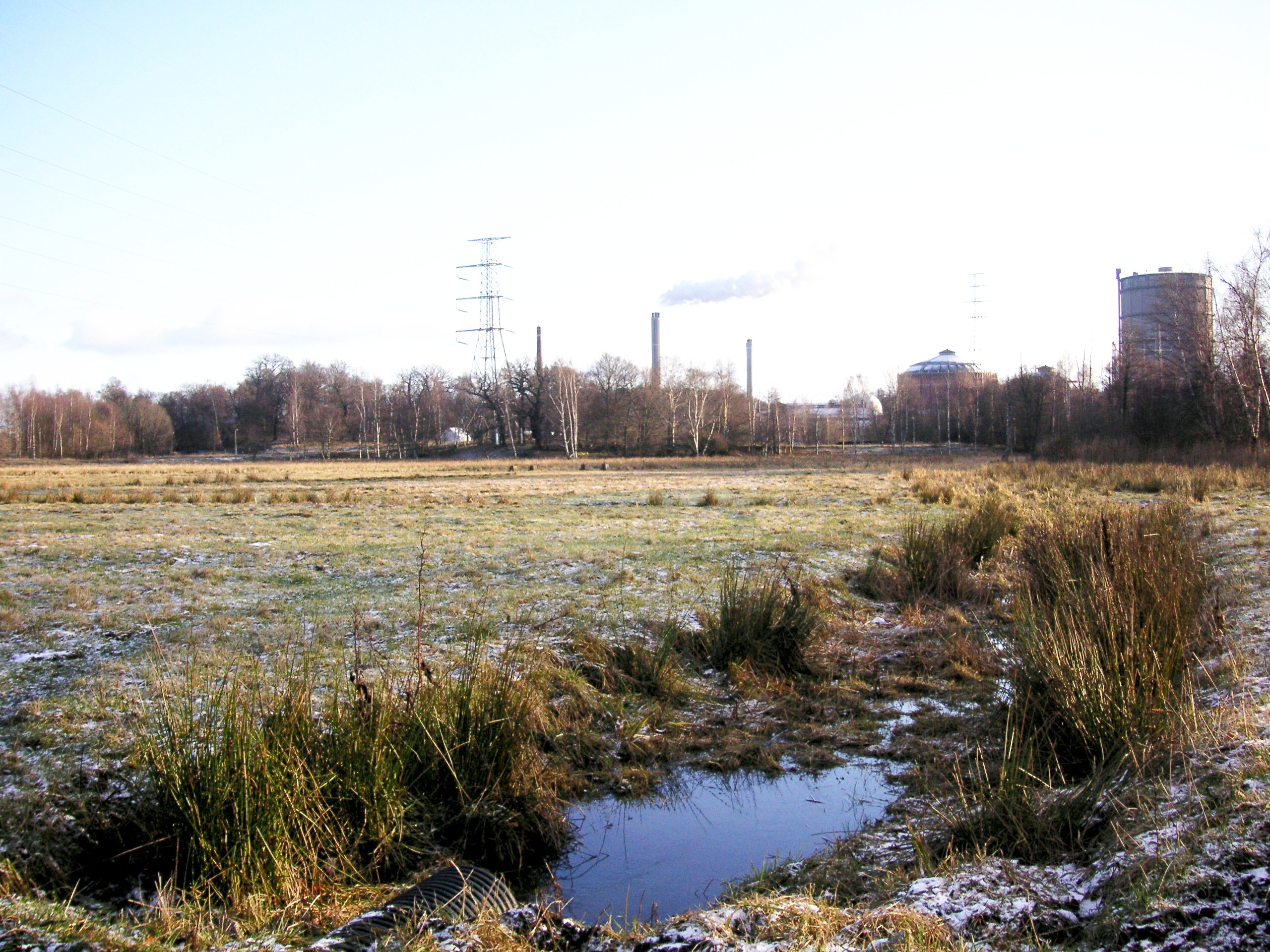
Sista resterna av Lillsjön, november 2007

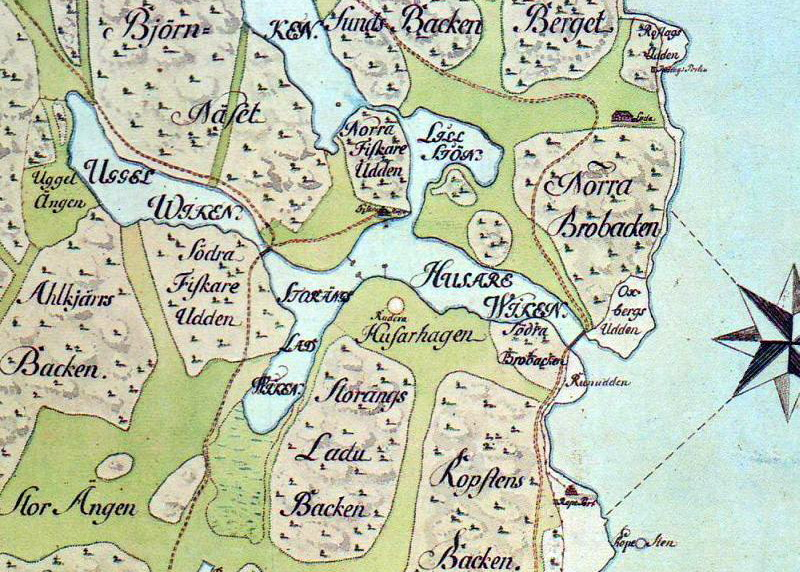
Karta från 1696, Lillsjön upptill i mitten

Liksom Laduviken, Uggleviken och Husarviken hade även Lillsjön en gång kontakt med Östersjön genom en mycket förgrenad vik från Lilla Värtan. Efter 1600-talet försvann kontakten med Saltsjön genom landhöjningen och igenväxning. Hela området mäter ca. 500 x 500 meter.
Idag är Lillsjön våtmark som tangeras i sydväst av det utloppsdiket som förbinder Laduviken med Husarviken. Området kring Lillsjön har blivit en omtyckt plats för flera fågelarter och många flyttfåglar tar här en rast på sin väg söderut. Det mest iögonfallande inslaget är dock tolv långhåriga och långhornade Highland cattles som finns här från maj till oktober.
Lillsjön är sedan 1994 del av Nationalstadsparken Ekoparken.